# Livraison continue
La livraison continue (en anglais : continuous delivery, CD) est une approche d’ingénierie logicielle dans laquelle les équipes produisent des logiciels dans des cycles courts, ce qui permet de le mettre à disposition à n’importe quel moment. Le but est de construire, tester et diffuser un logiciel plus rapidement.
L’approche aide à réduire le temps d'évaluation des risques, et les risques associés à la livraison de changement en adoptant une approche plus incrémentielle des modifications en production. À terme, l'objectif est une réduction du coût. Un processus simple et répétable de déploiement est un élément clé.